# Santa Maria d'Espot
Santa Maria d'Espot és una antiga església del poble d'Espot, en el terme municipal del mateix nom, a la comarca del Pallars Sobirà.
Està situada a poc més d'un quilòmetres al sud-est de la població d'Espot, a la dreta del Riu Escrita, a tocar i al sud-oest de la Depuradora d'Espot. És a migdia del punt quilomètric 6,35 de la carretera LV-5004, en el lloc conegut com el Prat de Santa Maria.
Se'n conserven els murs perimetrals quasi del tot sencers fins a una alçada variable entre un i dos metres. Era un temple d'una nau possiblement coberta amb bigues de fusta, amb aparell de carreus regulars que fa pensar en una obra de caràcter rural de ben avançat el segle xi o ja del XII.